# Леммен, Жорж
Жо́рж Ле́ммен (фр. Georges Lemmen; 25 ноября 1865, Схарбек, Бельгия — 1916, Уккел, Бельгия) — бельгийский художник-неоимпрессионист, член Общества XX.

## Биография
Жорж Леммен родился в семье архитектора в Схарбеке, неподалёку от Брюсселя. Он с детства был близок к искусству и некоторое время обучался в специальной школе рисования. В начале 1880-х годов, будучи подростком, он познакомился с работами Дега и Тулуз-Лотрека, оказавшими на него большое влияние.
Леммен начал писать картины приблизительно в 20 лет, демонстрировал свои работы на выставках в Брюсселе и Генте. В 1888 году он присоединился к художественному обществу «Les Vingt» (с фр. — «Двадцатка»), более известному, как «Общество XX», в котором числились такие известные художники, как Жорж Сёра, Камиль Писсарро, Джеймс Уистлер и другие. В этой группе он познакомился с живописцем Тео ван Рейссельберге, который и открыл для Леммена неоимпрессионизм.
С этого момента Леммен работал исключительно в стиле пуантилизма, изобретенного Жоржем Сёра. Художник участвовал в выставках Салона Независимых в Париже, выставлялся в других городах. Он продолжал писать пуантилистическим способом до 1895 года, после чего решил оставить пуантилизм, чтобы внести свой вклад в развитие бельгийского ар-нуво. Он создал множество книжных иллюстраций, плакатов, керамических изделий, ковров, рисунков, пастельных и гуашевых работ в этом стиле.

## Галерея
- «Пляж в Хейсте (1891/92)»
- «Портрет мадам Леммен», жены художника (1893)
- «Девочка с куклой» (1904)
- Профиль мальчика (1911)
- Плакат для Эстетической библиотеки (1910)